# Tumultos na Romênia em 2012–2015
Os tumultos na Romênia em 2012–15 referem-se a um prolongado período de desordem civil e escândalos políticos na Romênia. A onda de manifestações civis começou em janeiro de 2012, com a introdução de uma nova legislação de reforma da saúde. Os protestos foram sustentados pelas medidas de austeridade aplicadas em maio de 2010, mas também pela impopularidade do governo de Traian Băsescu. Os distúrbios foram caracterizados por tumultos generalizados e atos de vandalismo. A situação política agravou-se, como resultado, o então primeiro-ministro Emil Boc decidiu renunciar em 6 de fevereiro de 2012.
Nos primeiros seis meses do ano, três governos foram alterados. O verão de 2012 foi marcado por uma crise política em grande escala, promovida por acusações de plágio ao primeiro-ministro Victor Ponta e culminando com a suspensão do presidente Traian Băsescu. Embora o referendo sobre o impeachment presidencial apontasse que mais de 80% dos eleitores queriam seu o afastamento, o referendo foi invalidado pela Corte Constitucional devido à presença abaixo de 50% na votação. Durante este período, a Romênia foi advertida pelas potências ocidentais sobre o estado da democracia, na medida em que a destituição dos presidentes do Senado e da Câmara dos Deputados foi efetuada de uma forma obscura, e figuras importantes do Partido Social-Democrata (PSN), incluindo o vice-presidente Liviu Dragnea, foram acusados de manipulação de votos no referendo.
Depois de triunfar na eleição legislativa de 9 de dezembro de 2012, Victor Ponta - apoiado pela União Liberal Social - foi nomeado primeiro-ministro da Romênia. Seu mandato foi marcado por escândalos de corrupção e protestos de rua. As manifestações tiveram várias causas, entre elas o aumento de impostos, a exploração do gás de xisto através da fratura hidráulica e o Projeto Roşia Montană. Centenas de milhares de pessoas, incluindo médicos, professores, estudantes e trabalhadores, saíram às ruas para expor sua insatisfações em relação às suas políticas. Os trabalhadores do sistema de transportes e de saúde desencadearam várias greves neste período. Embora principalmente pacíficos, os protestos degeneraram, em alguns casos, em confrontos entre manifestantes e autoridades policiais.
O governo de Ponta foi acusado por organizações nacionais e internacionais de uso excessivo da força na Revolta de Pungeşti. Os húngaros étnicos iniciaram diversos protestos pela autonomia do País Székely, enquanto os movimentos unionistas exigiram a unificação da Romênia e da Moldávia, tanto na Romênia quanto em Prut.
No inverno de 2014, a aliança governista entrou em colapso, depois das tensões internas entre PSD e Partido Nacional Liberal (PNL). O Partido Democrata Liberal (PDL) abandonou a aliança e fundiu-se com o Partido Nacional Liberal para formar o maior partido de direita da Romênia no período pós-revolucionário. No verão do mesmo ano, Victor Ponta do PSD e Klaus Iohannis do PNL lançaram suas candidaturas para a eleição presidencial. Surpreendentemente, o germânico Klaus Iohannis venceu a eleição. O fracasso de Ponta ocorreu principalmente devido as irregularidades no processo de votação na diáspora e numerosos escândalos de corrupção envolvendo membros do partido que lidera. Durante a campanha eleitoral, pessoas protestaram contra Victor Ponta e membros do seu governo, na medida em que milhares de cidadãos romenos na diáspora foram impedidos de exercer o seu direito de voto devido à má organização do processo eleitoral.